# Cannabicromene
Il cannabicromene (abbreviato in CBC) è un cannabinoide trovato nella pianta di cannabis. La sua struttura chimica è riconducibile agli altri cannabinoidi naturali, come il tetraidrocannabinolo (THC), tetraidrocannabivarina (THCV), cannabidiolo (CBD) e il cannabinolo (CBN). Ricerche scientifiche evidenziano che esso può essere responsabile degli effetti anti-infiammatori e anti-virali della cannabis, e può contribuire ad amplificare gli effetti analgesici della cannabis. Tuttavia sono necessari ulteriori studi ed approfondimenti per attestarne le proprietà.
Come anche altri cannabinoidi, anch'esso non possiede proprietà psicotrope, e per questo non è inserito nella tabella delle sostanze proibite.